# Oblot pszczół
Oblot pszczół – lot pszczół w okolicy ula, niezwiązany z pozyskiwaniem pożytku. Pszczoły najczęściej podczas oblotu znajdują się blisko wylotka. Wyróżnia się oblot oczyszczający, orientacyjny oraz wiosenny (tzw. pierwszy oczyszczający na przedwiośniu).